# Gare de Bassens
Gare de Bassens vasútállomás Franciaországban, Bassens településen.

## Vasútvonalak
Az állomást az alábbi vasútvonalak érintik:
- Párizs–Bordeaux-vasútvonal

## Kapcsolódó állomások
A vasútállomáshoz az alábbi állomások vannak a legközelebb:
- Gare de Cenon (Gare de Bordeaux-Saint-Jean, Párizs–Bordeaux-vasútvonal)
- Gare de La Gorp (Paris Gare d’Austerlitz, Párizs–Bordeaux-vasútvonal)
- Gare de Cenon (Gare d’Arcachon, F41)
- Gare de La Gorp (Gare de Libourne, F41)